# 大野公男
大野 公男（おおの きみお、1926年（大正15年）6月4日‐ 2017年（平成29年）7月24日）は、日本の化学者。学位は、理学博士（東京大学）。北海道大学名誉教授・北海道情報大学名誉学長。2004年瑞宝中綬章受章。東京都出身。
父の大野龍太は元大蔵次官、弟の大野正男は弁護士で元最高裁判事、長男の大野英男は物理学者で東北大学総長。

## 略歴
- 1939年（昭和14年）- 東京高等師範学校附属小学校（現・筑波大学附属小学校）卒業
- 1944年（昭和19年）- 東京高等師範学校附属中学校（現・筑波大学附属中学校・高等学校）卒業

附属中の同期生には、星新一（小説家）、槌田満文（武蔵野大学名誉教授）、今村昌平（映画監督）、児玉進（映画監督）、黒澤洋（元日本興業銀行会長）、星野英一（東京大学名誉教授）などがいる。
- 1947年（昭和22年）- 第一高等学校卒業
- 1951年（昭和26年）- 東京大学理学部卒業
- 1952年（昭和27年）- 同理学部助手、同大学院理学研究科修了
- 1957年（昭和32年）- イギリス・キール大学に留学（～1958年（昭和33年））
- 1961年（昭和36年）- スウェーデン・ウプサラ大学量子化学研究所副所長（～1963年（昭和38年））
- 1963年（昭和38年）- アメリカ合衆国・フロリダ大学准教授（～1964年（昭和39年））
- 1964年（昭和39年）- 北海道大学理学部教授
- 1971年（昭和46年）- 同学生部長
- 1976年（昭和51年）- 同大型計算機センター長
- 1988年（昭和63年） -9月1日から1989年（平成元年）8月31日まで - 日本物理学会会長（第44期）
- 1990年（平成2年）- 北海道大学停年退官。同名誉教授。学術情報センター教授
- 1998年（平成10年）- 北海道情報大学情報メディア学部教授
- 1999年（平成11年）- 4月から2002年（平成14年）3月まで- 北海道情報大学第3代学長
- 2002年（平成14年）- 北海道情報大学退職・同大学非常勤講師として引き続き教鞭を振う
- 2004年（平成16年）- 11月3日 - 瑞宝中綬章を受章
- 2017年（平成29年）- 7月24日 - 逝去（91歳）。

## 研究
専門は量子化学。原子分子の波動関数などの非経験的計算。

## 著書
- 大野公男「気体運動論ー分子の自由主義社会」、所収「理論物理学新講座」（第5巻）、弘文堂、第1版（1953年）、第2版（1954年）。
- 小谷正雄、石黒英一、高柳和夫、大野公男、伊藤敬：「原子分子の量子力学」（上中下、3分冊）、岩波講座現代物理学（IIA）、岩波書店、初版（1955年）、第2版（1958年）。
- W.Heitler（著）、大野公男（訳・解説) :「量子力学による中性原子の相互作用と等極結合」,所収「化学の原典1（化学結合論1 原子価結合法）」、東京大学出版会（1975年）。
- K. Ohno（編）、K. Morokuma（編）: Quantum Chemistry Literature Data Base : Bibliography of Ab Initio Calculations for 1978-1980、Elsevier Scientific Pub. Co.、ISBN 978-0444420749 (Apr. 1982).
- 樋口治郎（編）:「分子の電子状態 : 分子理論の展開」（分担執筆担当、共立出版、1986年）。
- A.ザボ、N.S.オストランド（著）、大野公男・阪井健男・望月祐志（共訳）：「新しい量子化学:電子構造の理論入門 上下巻」、東京大学出版会、（1987-1988年）。